# Olivier-Michel de Spoelberch

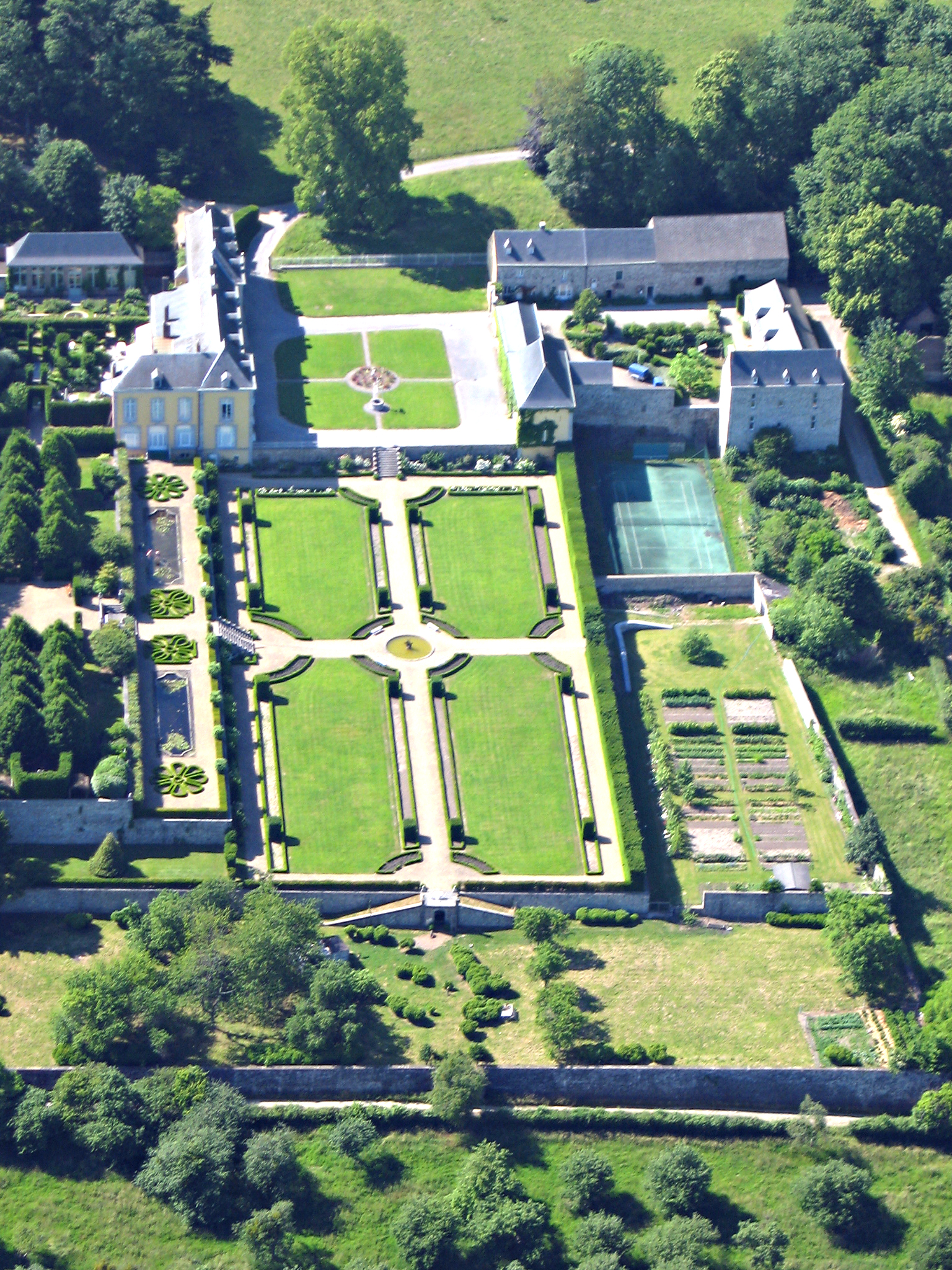
Kasteel van Flawinne

Olivier-Michel de Spoelberch  (Brussel, 17 januari 1950) is een bekend lid van de Belgische familie van de burggraven de Spoelberch.

## Levensloop
Michel de Spoelberch is het vijfde kind van burggraaf Werner de Spoelberch (1902-1987) en barones Elinor de Haas Teichen (1916-1976). Hij trouwde in 1978 met Dominique Duquenne (°1954) en ze kregen een zoon en twee dochters.
Hij is aandeelhouder van de brouwerijen Anheuser-Busch InBev, maar is niet actief bij de onderneming betrokken. Men vindt hem vooral op drie domeinen: het bouwkundig erfgoed, het biologisch tuinieren en het zweefvliegen. Spoelberch was ook een getalenteerd pianist, maar na een aantal jaren heeft hij beslist hier geen hoofdambitie van te maken.

## Bouwkundig erfgoed
Spoelberch heeft in 1987 het kasteel van Flawinne in Temploux net buiten Namen aangekocht. Het bevond zich in een verwaarloosde toestand en hij heeft er een ambitie van gemaakt om het eigenhandig te restaureren. Hij ontwikkelde manuele vaardigheden, werd volwaardig stukadoor en heeft beetje bij beetje aan het kasteel zijn vroegere glorie teruggegeven.
Zijn kennis en kunde voor het maken van stucwerk heeft gemaakt dat hij ook andere werken heeft uitgevoerd, onder meer in Brussel.

## Biologisch tuinieren
Bij het kasteel van Flawinne hoort een aantal hectaren grond, waarvan een gedeelte voor landbouwactiviteiten wordt gebruikt. Spoelberch heeft zich verenigd met andere eigenaars uit de omgeving en ze hebben meer dan 350 hectare bijeengebracht  onder de naam Terres de Renaissance, waar alle pesticiden en scheikundige stoffen geweerd worden en het biologisch tuinieren is ingevoerd.

## Zweefvliegen
Spoelberch is sinds zijn jeugd liefhebber van zweefvliegen. Dit heeft er hem toe gebracht aandeelhouder te worden van Stemme, het Duitse productiehuis van zweefvliegtuigen en drones en er na enige tijd hoofdaandeelhouder van te worden.
In 2017 heeft hij het vliegveld van Namen-Temploux aangekocht, waar heel wat zweefvliegen wordt beoefend. Hij heeft de ambitie nieuw leven in te blazen in dit vliegveld van 27 hectare, met een landingsbaan van 700 meter, hangaars voor 60 vliegtuigen en 7 helikopters, een onderhoudsatelier en een hotel-restaurant. Op het vliegveld worden verschillende sporten beoefend: zweefvliegen, parachutespringen, luchtacrobatiek, helikopterbesturing en vliegtuigbesturing. 